# ملتهمة الحمض الهوائية نازعة النترات
ملتهمة الحمض الهوائية نازعة النترات (الاسم العلمي: Acidovorax aerodenitrificans) هي نوع من البكتيريا، سلبية الغرام، تتبع جنس ملتهمة الحمض.